# Jablonné v Podještědí
Jablonné v Podještědí település Csehországban, Libereci járásban. Jablonné v Podještědí Oybin, Zittau, Rynoltice, Hrádek nad Nisou, Velký Valtinov, Stráž pod Ralskem, Janovice v Podještědí, Dubnice, Kunratice u Cvikova, Mařenice, Krompach és Brniště településekkel határos. Lakosainak száma 3741 fő (2024. január 1.).

## Népesség
A település lakosságának változását az alábbi diagram mutatja:
| Lakosok száma | 8305 | 7309 | 8075 | 4011 | 4080 | 3690 | 3610 | 3622 | 3685 | 3741 |
|               | 1869 | 1890 | 1921 | 1950 | 1980 | 2001 | 2017 | 2019 | 2022 | 2024 |